# Permská gubernie
Permská gubernie (rusky Пермская губерния) byla administrativní jednotka Ruského impéria a Sovětského svazu v letech 1781 až 1923 jejímž centrem bylo město Perm. Nacházela se na obou stranách Uralu. Region dal jméno jedné z geologických period prvohor, permu.

## Geografie
Permská gubernie sousedila na severu s Vologodskou, na východě s Tobolskou, na jihu s Orenburskou a Ufskou a na západě s Vjatskou gubernií. Rozloha území byla 332 052 km², z toho se nacházelo 181,000 v Evropě a zbylých 151,000 kilometrů čtverečních v Asii. Pohoří Ural procházelo 640 kilometry gubernií ze severu na jih. Nejvyšším bodem území byl Konžakovský kámen s výškou 1565 m n. m. Evropská část území se nacházela v povodí řeky Kama, asijská část u řeky Tobol, s výjimkou severní části Čerdinského ujezdu. Ta byla v povodí Pečory.
Více než 70 % území zabíraly lesy. Nebyly však rovnoměrně rozloženy: například severní část jimi byla zakryta jen z pěti procent a jihovýchodní z dvaceti pěti. Nejběžnějšími stromy byly jedle, borovice, cedry, modříny, břízy, olše. Dub se vyskytoval pouze na jihozápadě.

## Populace
Na začátku 19. století čítala populace asi 940 000 lidí. Na jeho konci, v roce 1896 jich již bylo 2 968 472 (z toho 1 433 231 mužů a 1 535 211 žen). Při sčítáni v roce 1897 se jejich počet opět mírně snížil, a to na 2 994 302. 90,3 % z nich uvedlo jako svůj mateřský jazyk ruštinu, 3,1 % komi-permjačtinu, 2,9 % baškirštinu a 1,6 % tatarštinu. Většina populace byli pravoslavní křesťané, 7,29 % starověrci a 5,06 % muslimové.

#### Důležitá města:
- Perm (45 205 obyvatel)
- Jekatěrinburg (43 239 obyvatel)
- Irbit (20 062 obyvatel)

## Ekonomika
Ekonomika gubernie byla založená převážně na těžbě, v některých částech však převládalo zemědělství.

#### Zemědělství
Orné půdy bylo v oblasti asi 33 000 km2 (asi 9,53 % z celkové plochy). Mezi hlavní plodiny patřilo žito, oves a ječmen. Pšenice se pěstovala převážně v jižních oblastech. Chov zvířat byl rozvinutý zejména v Šadrinském ujezdu v asijské části území. Rybaření bylo i přes velké množství řek rozvinuto pouze v ujezdu Čerdinském. Tam se také rozmáhal lov pro účely obchodu.

#### Těžba
Permská gubernie byla hlavní těžařskou oblastí Ruska, a to díky nerostnému bohatství železa, stříbra, platiny, mědi, niklu, olova, chromové rudy a manganu. Také se zde nacházely vzácné kovy (iridium, osmium, rhodium a ruthenium) a drahé kameny (diamant, safír, jaspis, turmalín, beryl, fenacit, chryzoberyl, smaragd, akvamarín, topaz, ametyst, jadeit a malachit). Většina těžebních a hutních závodů se nacházela ve střední části pohoří Ural.

#### Doprava
Gubernie byla výborně propojená železnicemi s ostatními regiony Ruska. Dopravní význam měly i velké řeky.

## Administrativní dělení
Permská gubernie se dělila na 12 ujezdů:
Evropská část:
- Permský ujezd
- Krasnoufimský ujezd
- Kungurský ujezd
- Osinský ujezd
- Ochanský ujezd
- Solikamský ujezd
- Čerdinský ujezd

Asijská část:
- Verkhoturský ujezd
- Jekatěrinburský ujezd
- Irbitský ujezd
- Kamyšlovský ujezd
- Šadrinský ujezd